# Hippodrome de la Canche
L’hippodrome de la Canche est situé, avenue de la Dune-aux-loups, dans la commune du Touquet-Paris-Plage dans le Pas-de-Calais.
C’est un hippodrome de trot, plat et obstacle. Plusieurs réunions s’y déroulent chaque année, entre début juin et la fin juillet.
Le parc équestre, dans lequel se trouve l'hippodrome, accueille depuis 2022, le « Touquet Music Beach Festival ».

## Hippodrome

### Construction
La création de cet hippodrome est décidée, sous la mandature de Fernand Recoussine, par la « société des Grands Établissements du Touquet », on l'appelle alors le « champ de courses ».
L’hippodrome est construit sur une partie du lit de la Canche remblayé. Il est protégé par une digue longue de 3 kilomètres. En 1923, pour la construction de cette digue du champ de courses, des remblais, exécutés en blocs de marne, extraits d'une carrière d'Étaples, à environ 600 m du chantier, ont été amenés par une voie Decauville qui traversait la Canche sur une passerelle provisoire en bois de 150 m environ, utilisée uniquement pour les travaux de terrassement de cette digue.
Il est inauguré le 29 août 1925 par Paul Bénazet  haut commissaire à la guerre, en présence de 5 000 personnes, sous la mandature de Léon Soucaret élu maire quelques mois plus tôt.
On confie aux architectes Georges-Henri Pingusson en collaboration avec Paul Furiet la construction des tribunes de l'hippodrome, elles sont inscrites à l'inventaire des monuments historiques.

### Installations
- Pistes en herbe
- Corde à droite

### Services
- Des animations, une garderie et une aire de jeux pour les enfants
- Un espace de réception de 400 m2, L'Orangerie, ouvert sur la baie de la Canche[2]
- Un bar, une brasserie, une terrasse
- Une tribune couverte de 1 500 places
- Quinze guichets de pari mutuel
- Un réseau internet de TV
- Suivi des courses nationales sur grand écran

## Parc équestre
L'hippodrome s'inscrit dans le « parc équestre Le Touquet-Paris-Plage », d'une superficie de 50 hectares, incluant un terrain de concours, un centre équestre, avec des chevaux et des poneys d’instruction, et des boxes appartenant à des propriétaires. Cinq professionnels y entraînent 35 chevaux par an.
Le parc équestre accueille depuis 2022, le « Touquet Music Beach Festival ».
En 2023, la municipalité lance un plan cheval destiné à réduire les déficits et à donner un nouveau souffle au parc tout en conservant les compétitions et l'école d'équitation. Ce plan, dans lequel un million d'euros est investi sur deux ans, comprend six thématiques  : l’école d’équitation, les activités de loisirs équestre, la structure d’hébergement, les concours, une restructuration administrative et financière, un centre de formation d'apprentis (CFA) de la filière équine. Des travaux sont entrepris comme la transformation de la carrière d’honneur du terrain de jumping en carrière sable, la remise à niveau des boxes et des cours, la création de quarante boxes semi-permanents et de boxes terrasse et l’aménagement d’un club house.

## Galerie

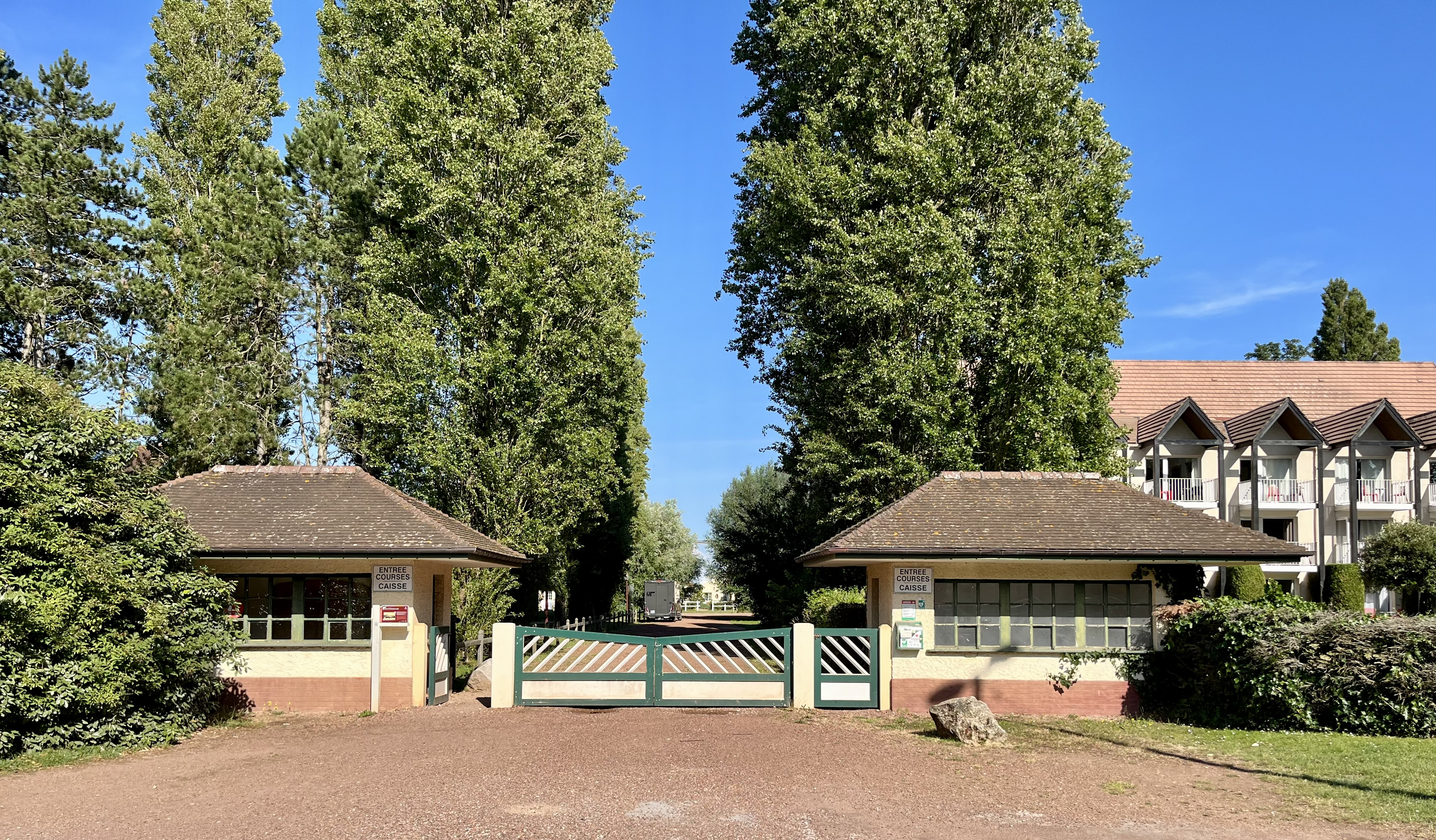
L'entrée de l'hippodrome.
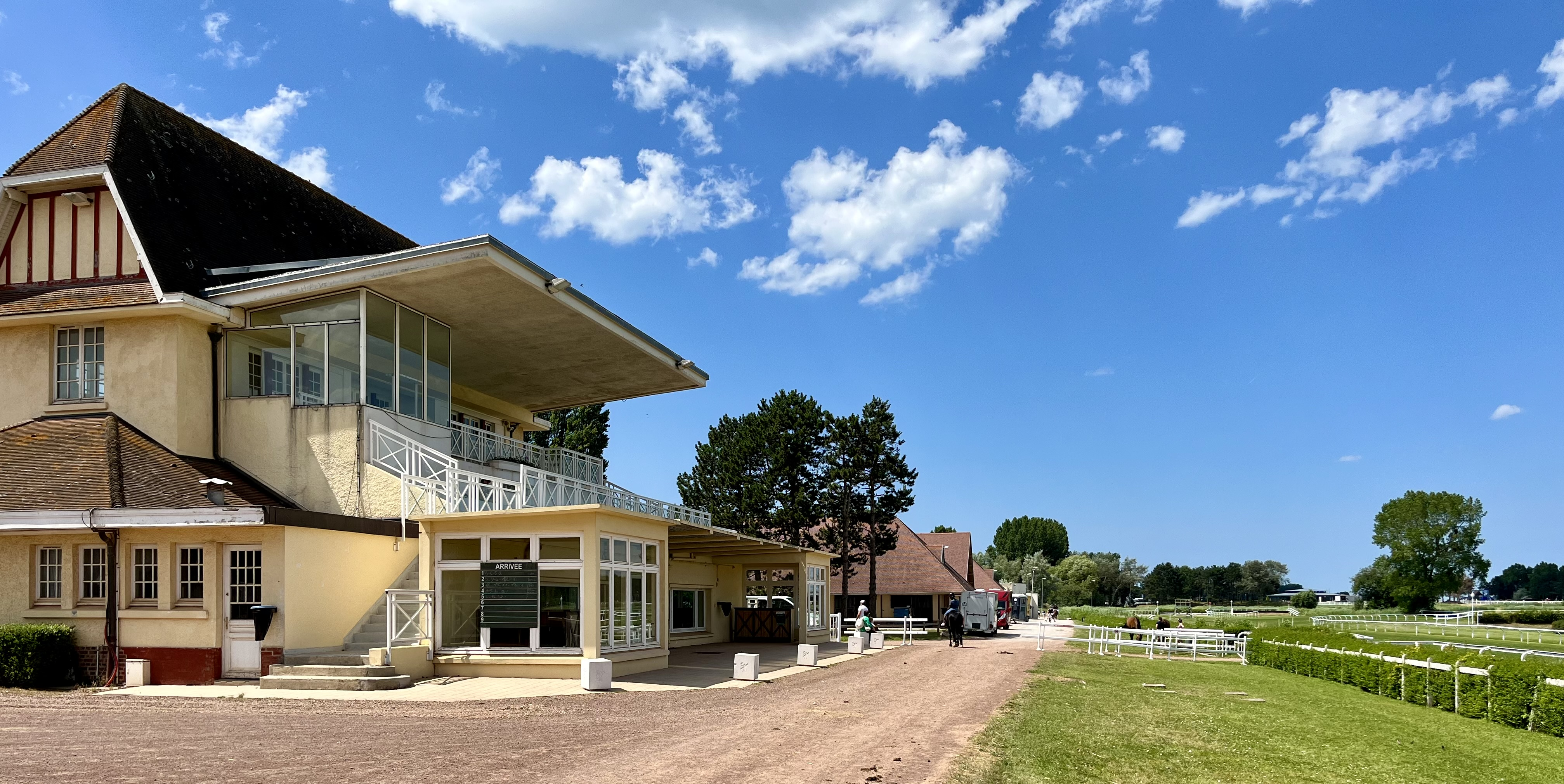
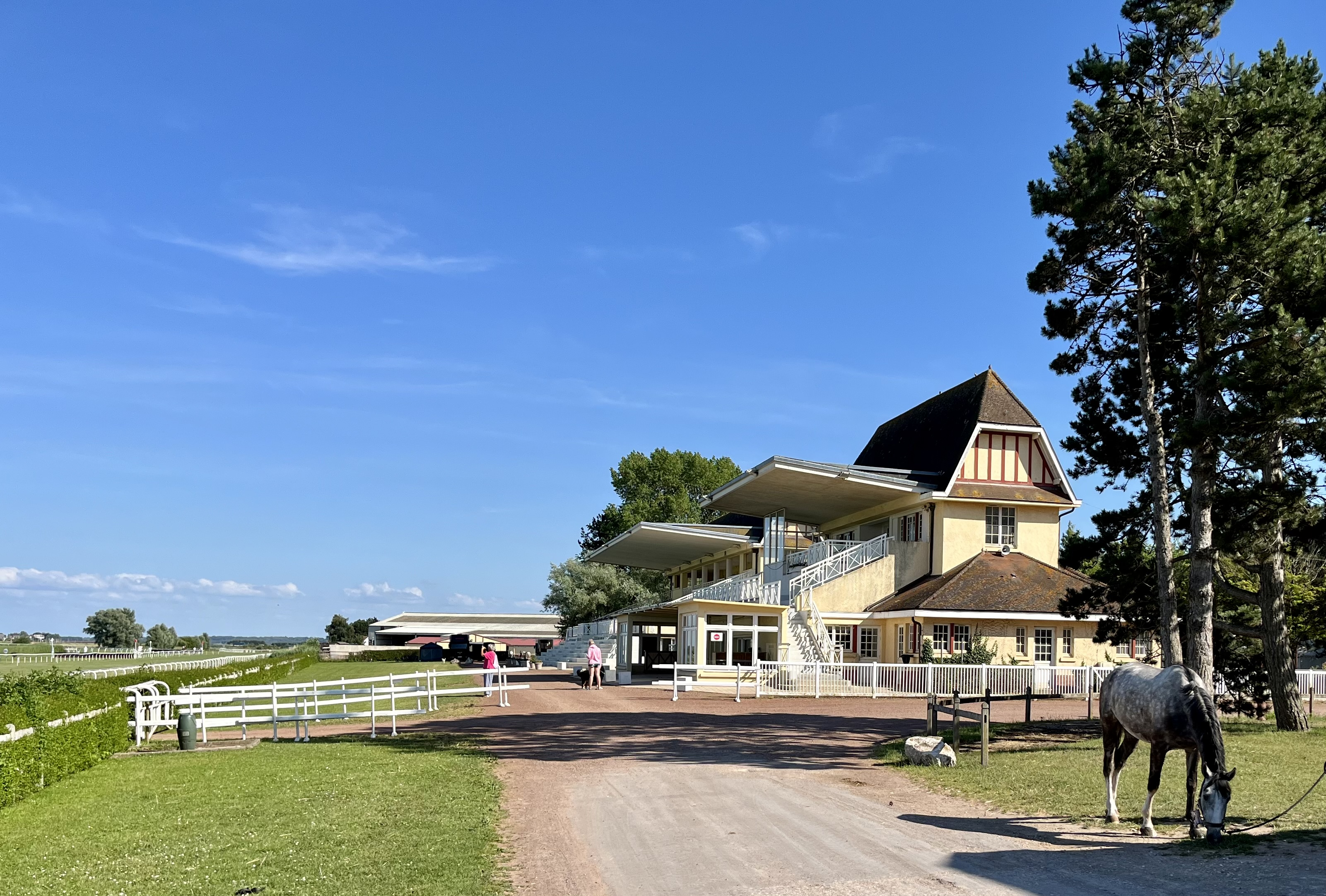
Les tribunes.
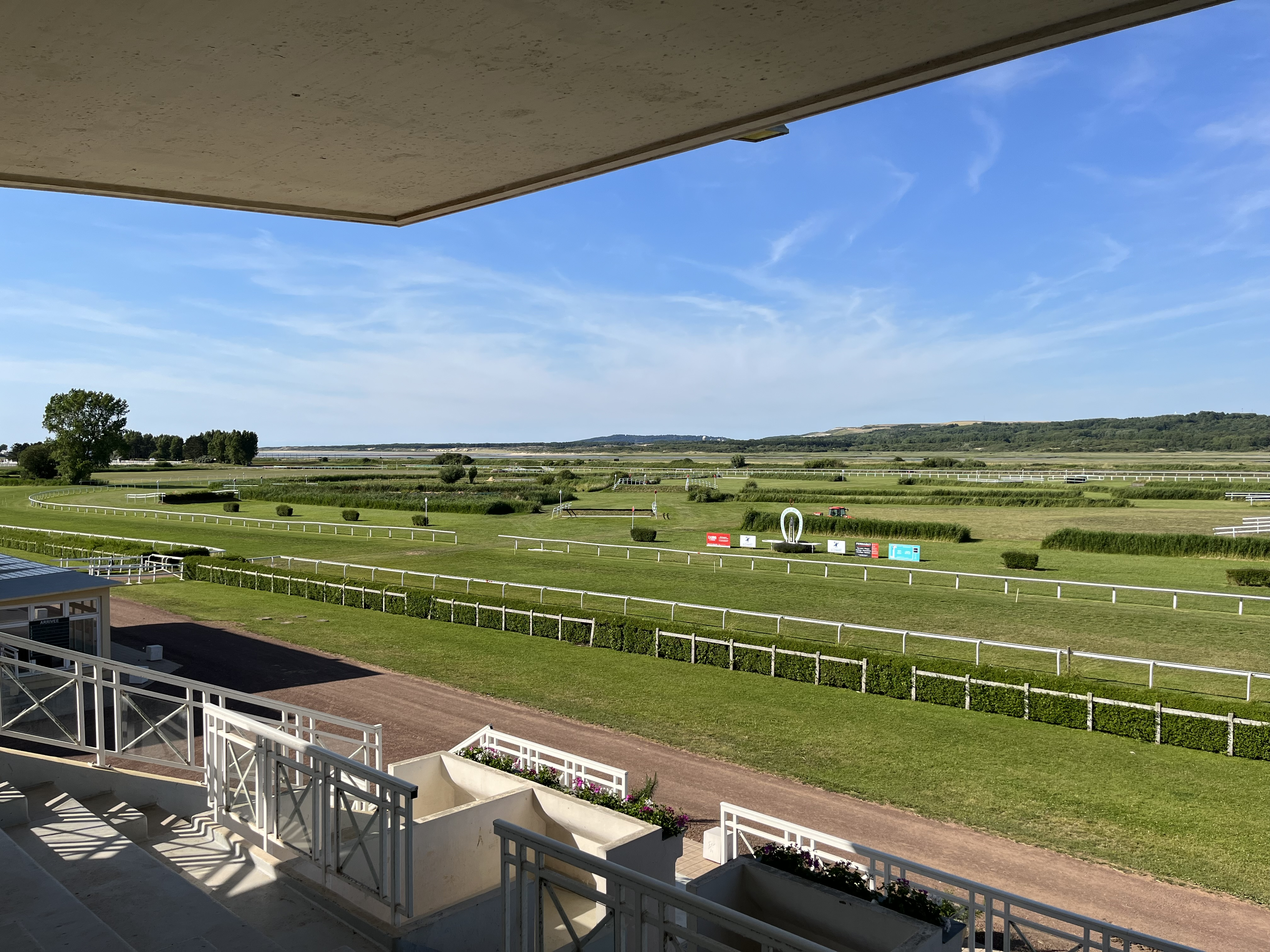
Le champ de courses, côté ouest.
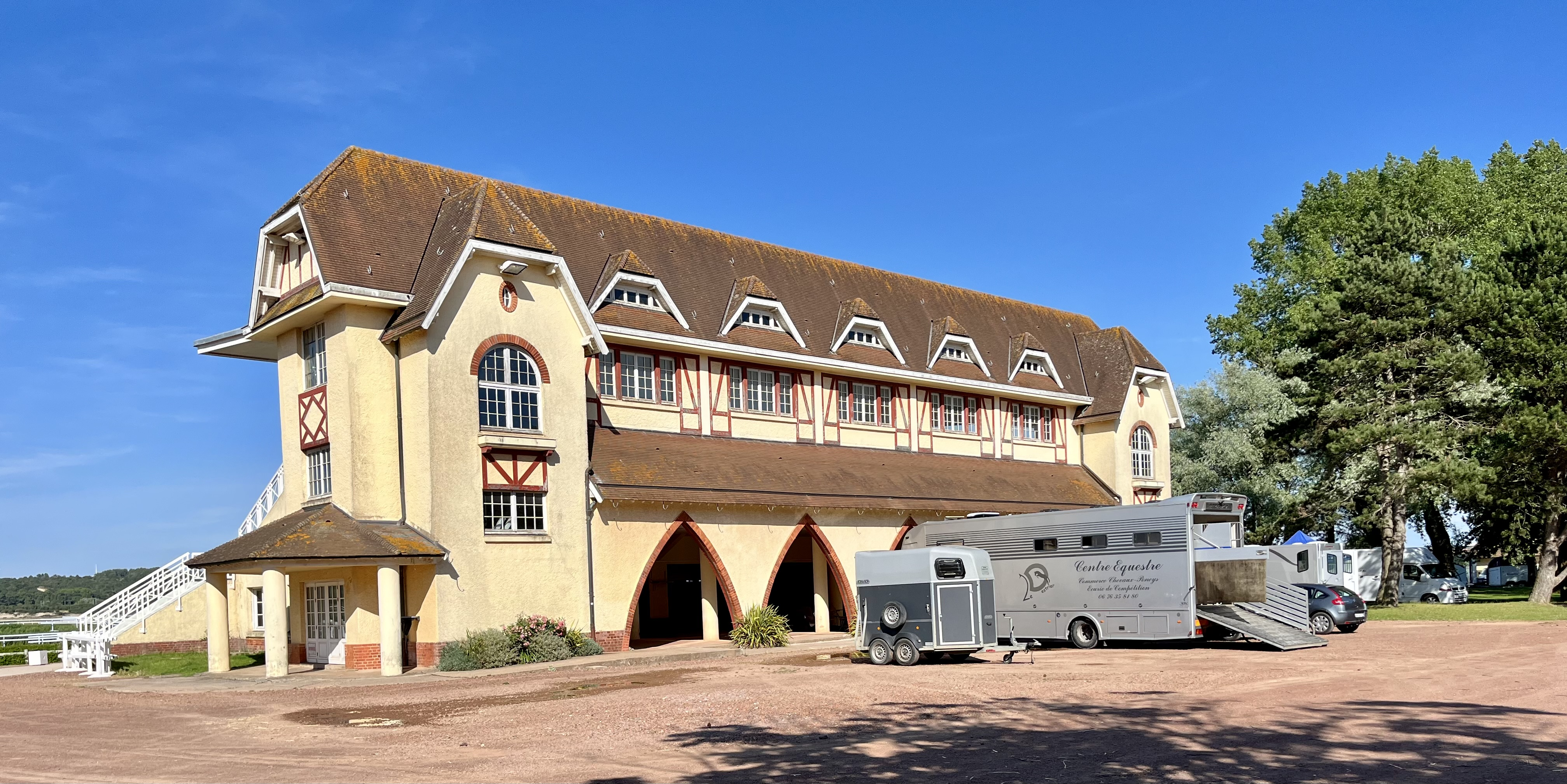
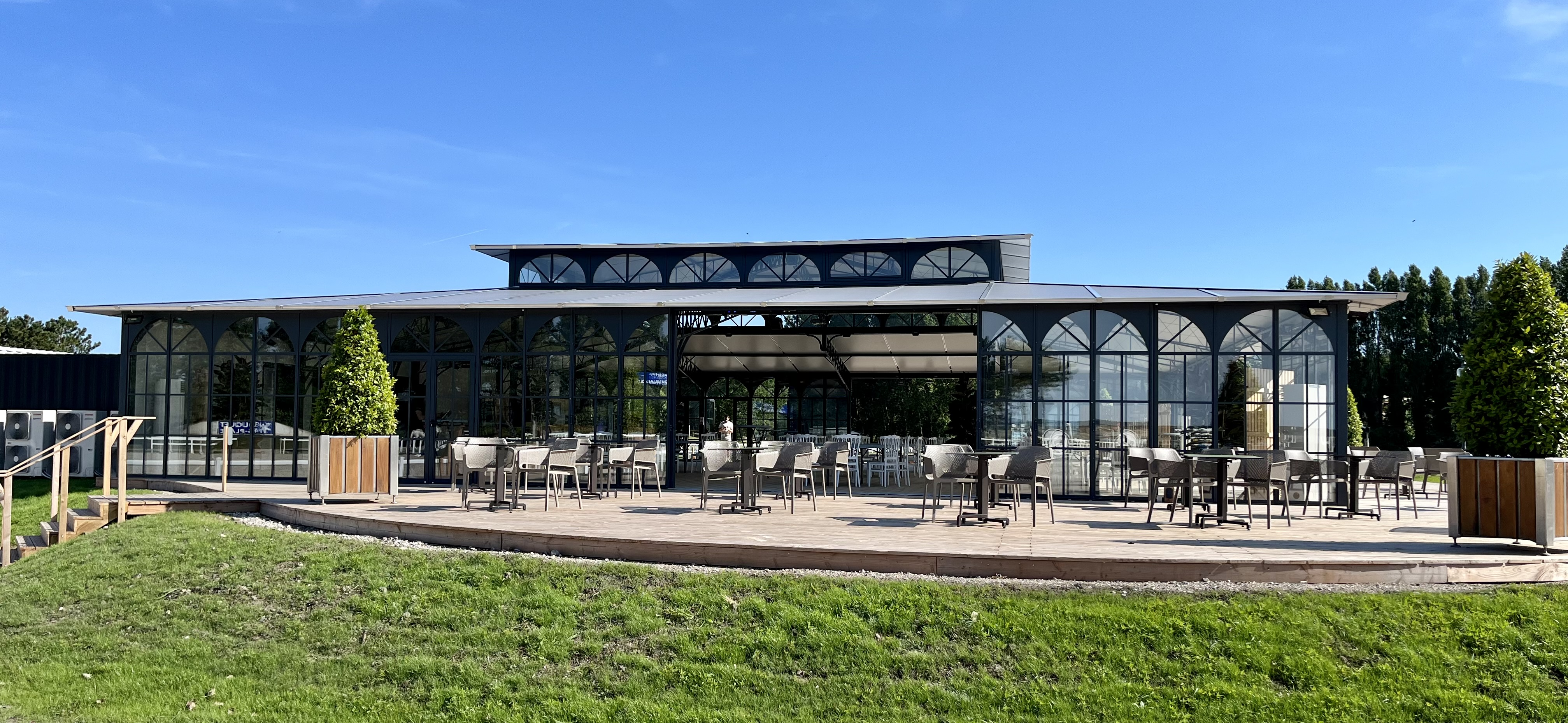
L'Orangerie.
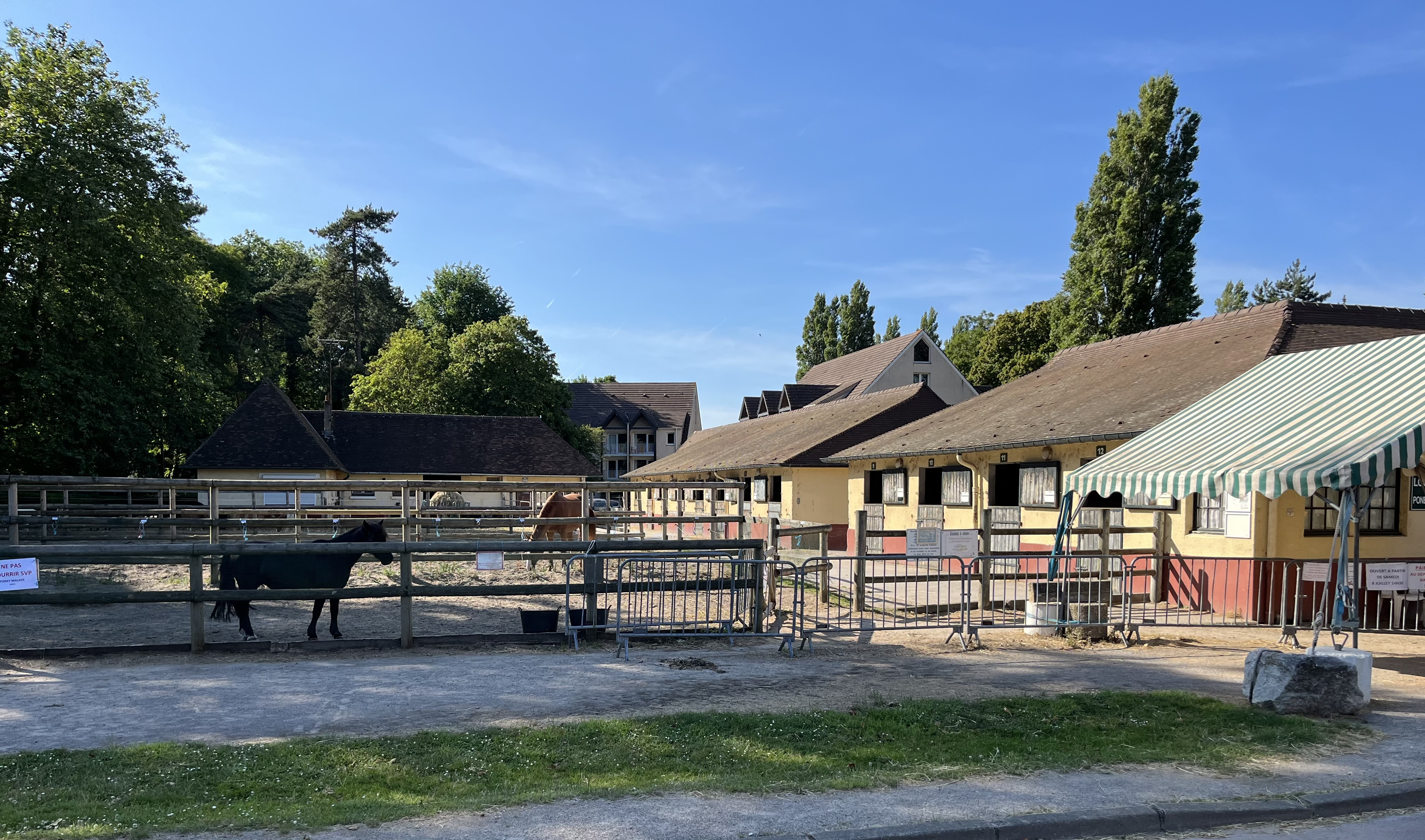
Le poney-club.
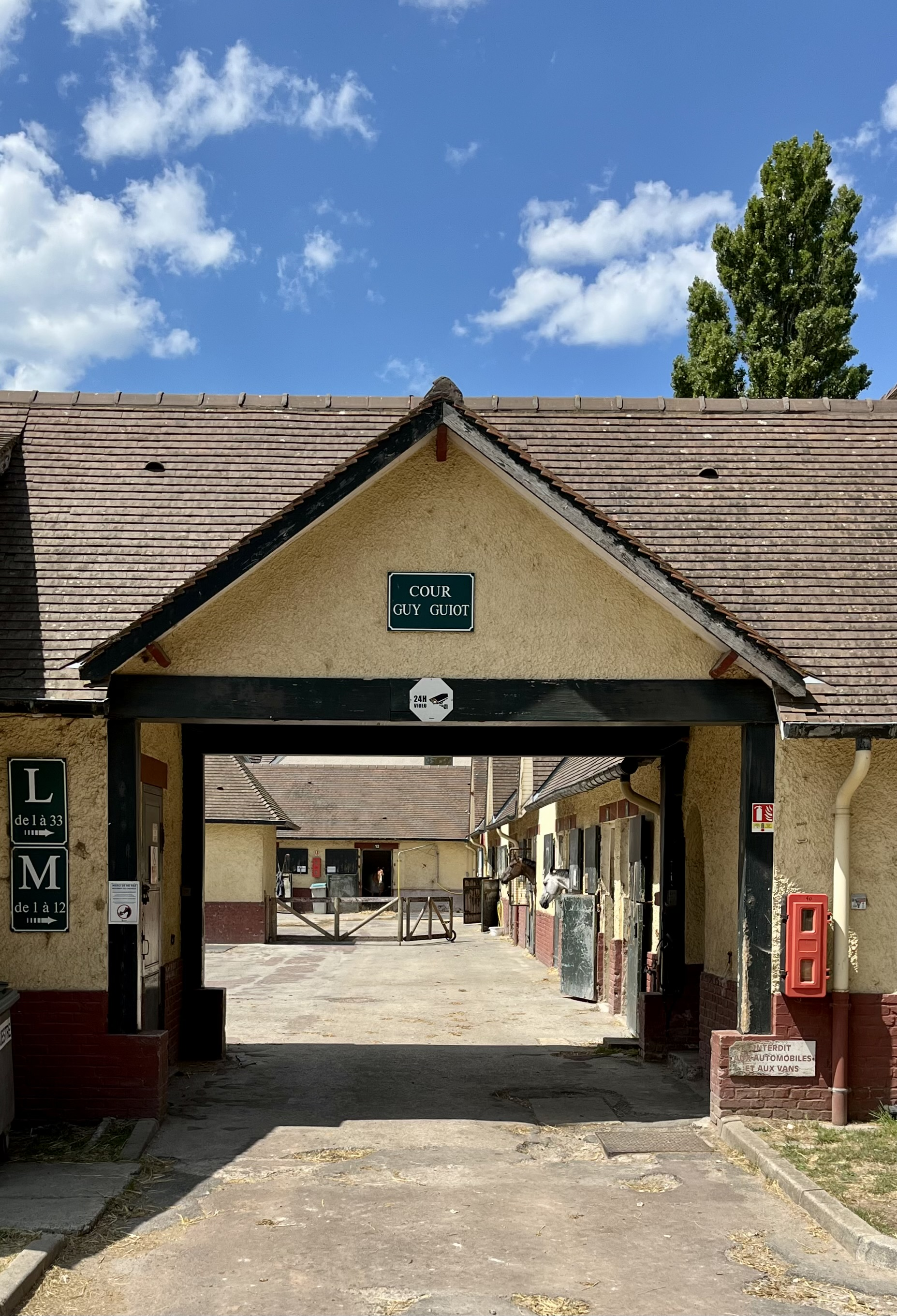
Les boxes.
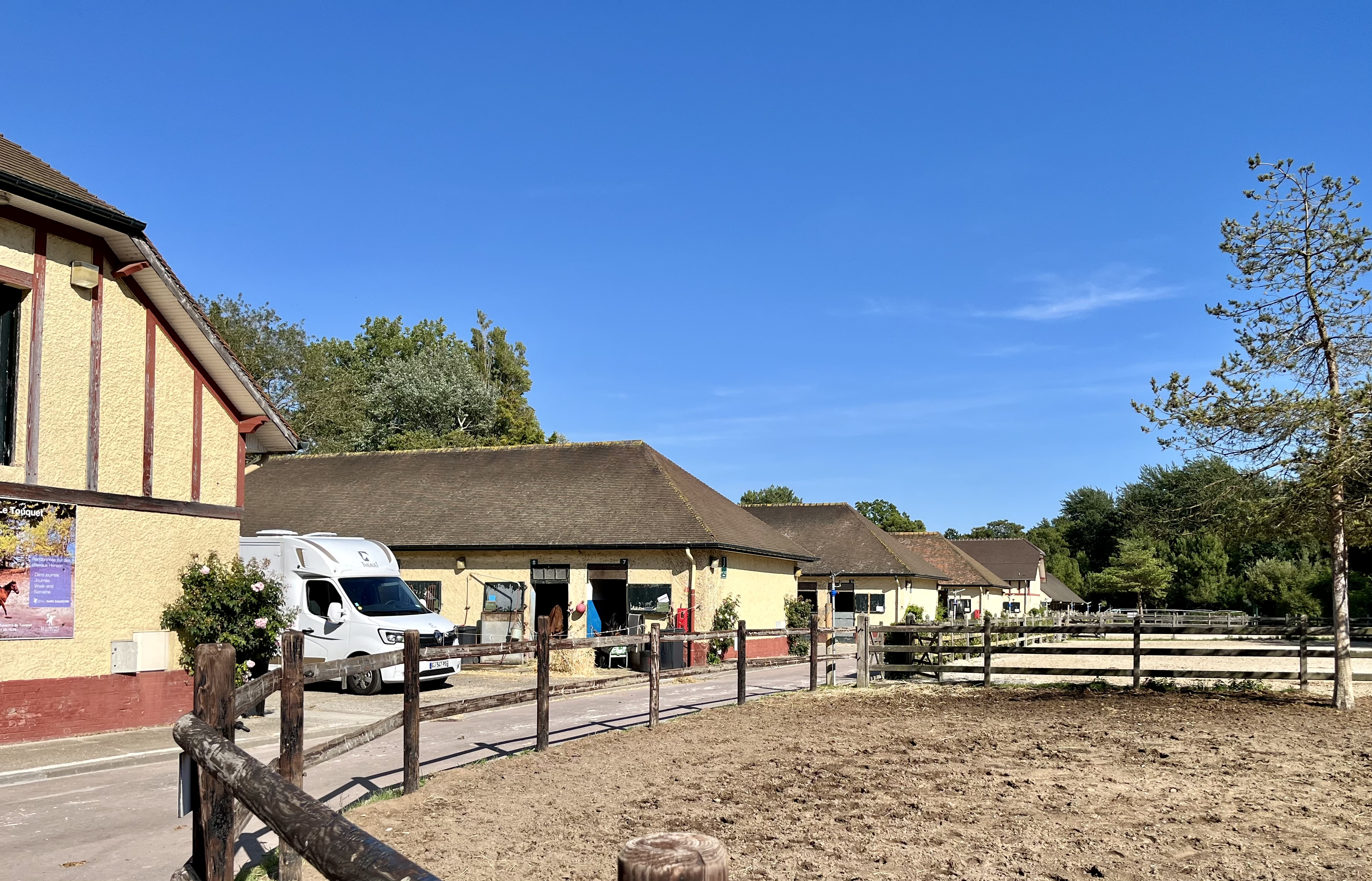
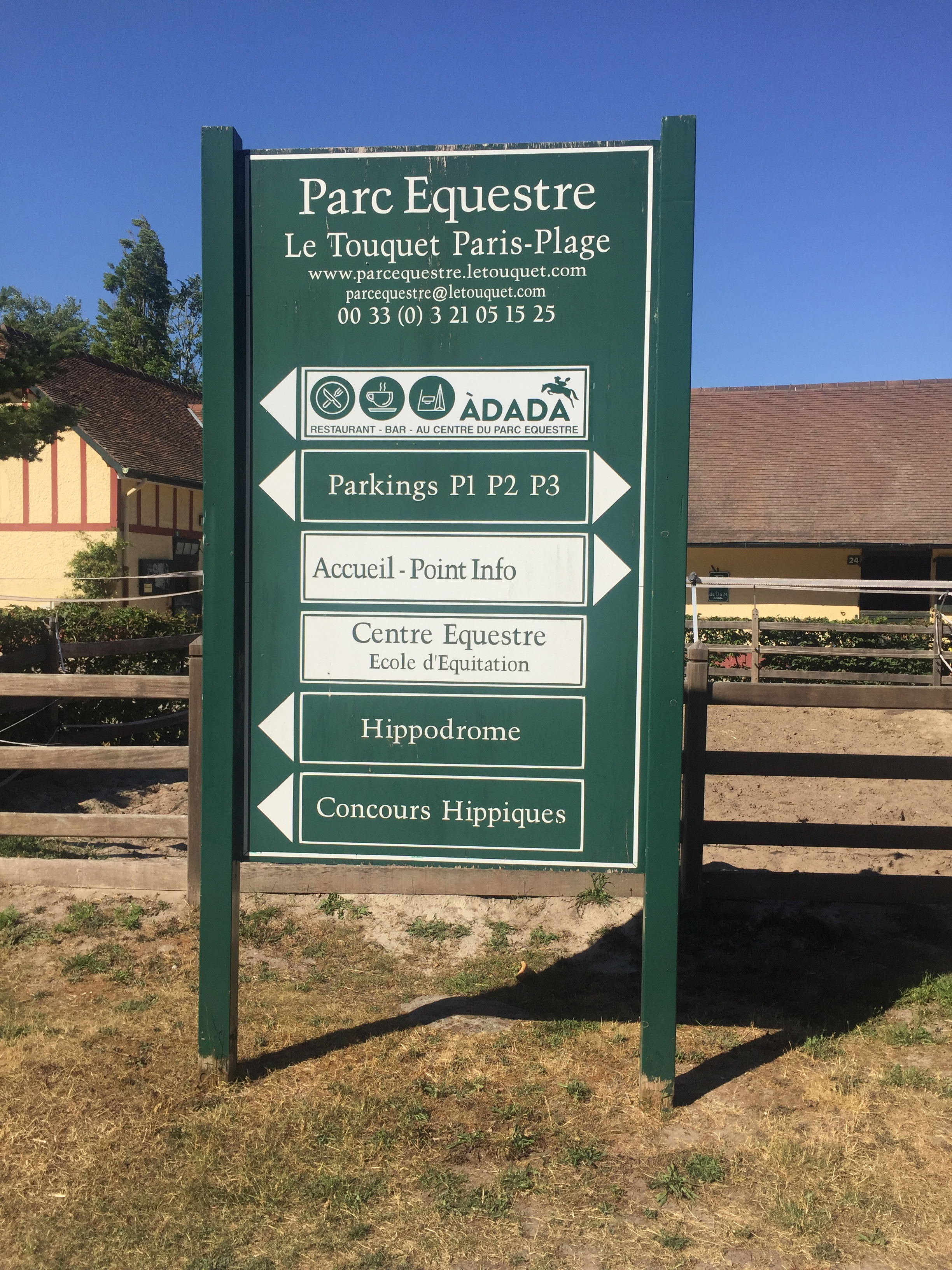